# Polepy (district de Kolín)
Pour les articles homonymes, voir Polepy.
Polepy (en allemand : Polep) est une commune du district de Kolín, dans la région de Bohême-Centrale, en République tchèque. Sa population s'élevait à 645 habitants en 2020.

## Géographie
Polepy se trouve à 2,7 km au sud-sud-est de Kolín et à 57 km à l'est-sud-est de Prague.
La commune est limitée par Kolín au nord et à l'est, par Nebovidy à l'est, par Červené Pečky au sud et par Pašinka à l'ouest.

## Histoire
La première mention écrite de la localité date de 1343.

## Transports
Par la route, Polepy se trouve à 4 km de Kolín et à 70 km de Prague.

## Personnalités
- Josef Charous (1894-1943), cavalier tchécoslovaque de concours complet, est né à Polepy.